# Скуби-Ду и извънземното нашествие
„Скуби-Ду и извънземното нашествие“ (на английски: Scooby-Doo and the Alien Invaders) е директно издаден като видеокасета анимационен филм от 2000 година. Това е третият директно издаден като видеокасета филм, базиран по едноименната анимационната поредица от Hanna-Barbera Cartoons, Inc. Филмът е продуциран от Hanna-Barbera. Това е третият от първите четири филма на „Скуби-Ду“, който е анимиран от японското студио Mook Animation.
Това е последният филм, в който включва Мери Кей Бъргман като гласа на Дафни, която почива през ноември 1999 г. и е посветен на нейната памет.

## Актьорски състав
- Скот Инес – Скуби-Ду/Шаги Роджърс
- Франк Уелкър – Фред Джоунс
- Мери Кей Бъргман – Дафни Блейк
- Би Джей Уорд – Велма Динкли
- Джеф Бенет – Лестър
- Дженифър Хейл – Доти
- Марк Хамил – Стив
- Кенди Майло – Кристал и Амбър
- Кевин Майкъл Ричардсън – Макс
- Нийл Рос – Серджио
- Одри Василевски – Лора

## В България
В България филмът първоначално е излъчен през 2009 г. по Diema Family, в който е преведен като „Скуби-Ду: Космическо нашествие“. През 2012 г. е излъчен многократно по Cartoon Network, в който е преведен като „Скуби-Ду и нашествието на извънземните“.